# Centraal-Europese Internationale Beker 1933-1935
De Centraal-Europese Internationale Beker van 1933–35 was een vriendschappelijk voetbaltoernooi dat werd gespeeld van 2 april 1933 tot en met 24 november 1935. Het was de derde (professionele) editie van dit toernooi.
Italië won het toernooi.

## Opzet en deelnemende landen
Aan het toernooi deden vijf landen mee, allemaal landen uit Centraal-Europa, het ging om Hongarije, Italië, Oostenrijk Tsjecho-Slowakije en Zwitserland. Alle deelnemende landen spelen in een aantal jaar twee wedstrijden tegen elkaar, een uit- en thuiswedstrijd.

## Eindstand
| Pos | Team              | Wed | W | G | V | Ptn | DV | DT | +/− |  | ITA | OOS | HUN | TCH | ZWI |
| --- | ----------------- | --- | - | - | - | --- | -- | -- | --- |  | --- | --- | --- | --- | --- |
| 1   | Italië            | 8   | 5 | 1 | 2 | 11  | 18 | 10 | +8  |  | —   | 2–4 | 2–2 | 2–0 | 5–2 |
| 2   | Oostenrijk        | 8   | 3 | 3 | 2 | 9   | 17 | 15 | +2  |  | 0–2 | —   | 4–4 | 2–2 | 3–0 |
| 3   | Hongarije         | 8   | 3 | 3 | 2 | 9   | 17 | 16 | +1  |  | 0–1 | 3–1 | —   | 1–0 | 3–0 |
| 4   | Tsjecho-Slowakije | 8   | 2 | 4 | 2 | 8   | 11 | 11 | 0   |  | 2–1 | 0–0 | 2–2 | —   | 3–1 |
| 5   | Zwitserland       | 8   | 1 | 1 | 6 | 3   | 13 | 24 | −11 |  | 0–3 | 2–3 | 6–2 | 2–2 | —   |

## Wedstrijden
|                                               |             |         |                              |                                                                                     |
| 2 april 1933 «onderlinge duels» 15:00 (UTC+1) | Zwitserland | 0–3     | Italië                       | Stade des Charmilles, Geneve Toeschouwers: 25.300 Scheidsrechter: Louis Baert (BEL) |
| 2 april 1933 «onderlinge duels» 15:00 (UTC+1) |             | Verslag | 35', 60' Schiavio 75' Meazza | Stade des Charmilles, Geneve Toeschouwers: 25.300 Scheidsrechter: Louis Baert (BEL) |

|                                             |                          |         |                   |                                                                                                 |
| 7 mei 1933 «onderlinge duels» 15:30 (UTC+1) | Italië                   | 2–0     | Tsjecho-Slowakije | Stadio Comunale Giovanni Berta, Florence Toeschouwers: 25.000 Scheidsrechter: Louis Baert (BEL) |
| 7 mei 1933 «onderlinge duels» 15:30 (UTC+1) | Ferrari 41' Schiavio 44' | Verslag |                   | Stadio Comunale Giovanni Berta, Florence Toeschouwers: 25.000 Scheidsrechter: Louis Baert (BEL) |

|                                                    |                                 |         |             |                                                                                                 |
| 17 september 1933 «onderlinge duels» 15:30 (UTC+1) | Hongarije                       | 3–0     | Zwitserland | Hungária Körúti Stadion, Boedapest Toeschouwers: 17.000 Scheidsrechter: Hans Frankenstein (AUT) |
| 17 september 1933 «onderlinge duels» 15:30 (UTC+1) | Avar 7', 77' Minelli 66' (e.d.) | Verslag |             | Hungária Körúti Stadion, Boedapest Toeschouwers: 17.000 Scheidsrechter: Hans Frankenstein (AUT) |

|                                                  |           |         |           |                                                                                      |
| 22 oktober 1933 «onderlinge duels» 15:00 (UTC+1) | Hongarije | 0–1     | Italië    | Üllői úti stadion, Boedapest Toeschouwers: 38.000 Scheidsrechter: Stanley Rous (ENG) |
| 22 oktober 1933 «onderlinge duels» 15:00 (UTC+1) |           | Verslag | 43' Borel | Üllői úti stadion, Boedapest Toeschouwers: 38.000 Scheidsrechter: Stanley Rous (ENG) |

|                                                  |                                                       |         |                        |                                                                                                 |
| 3 december 1933 «onderlinge duels» 14:30 (UTC+1) | Italië                                                | 5–2     | Zwitserland            | Stadio Comunale Giovanni Berta, Florence Toeschouwers: 35.000 Scheidsrechter: Louis Baert (BEL) |
| 3 december 1933 «onderlinge duels» 14:30 (UTC+1) | Ferrari 8' Pizziolo 44' Orsi 49' Meazza 55' Monti 66' | Verslag | 21' Bossi 38' Kielholz | Stadio Comunale Giovanni Berta, Florence Toeschouwers: 35.000 Scheidsrechter: Louis Baert (BEL) |

|                                                   |                        |         |                                  |                                                                                                   |
| 11 februari 1934 «onderlinge duels» 14:30 (UTC+1) | Italië                 | 2–4     | Oostenrijk                       | Stadio Municipale Benito Mussolini, Turijn Toeschouwers: 54.000 Scheidsrechter: René Mercet (SUI) |
| 11 februari 1934 «onderlinge duels» 14:30 (UTC+1) | Guaita 48' (pen.), 50' | Verslag | 19', 23', 55' Zischek 28' Binder | Stadio Municipale Benito Mussolini, Turijn Toeschouwers: 54.000 Scheidsrechter: René Mercet (SUI) |

|                                                |                        |         |                            |                                                                                      |
| 25 april 1934 «onderlinge duels» 15:00 (UTC+1) | Zwitserland            | 2–3     | Oostenrijk                 | Stade des Charmilles, Geneve Toeschouwers: 25.000 Scheidsrechter: Stanley Rous (ENG) |
| 25 april 1934 «onderlinge duels» 15:00 (UTC+1) | Bossi 58' Kielholz 68' | Verslag | 16', 76' Bican 46' Kaburek | Stade des Charmilles, Geneve Toeschouwers: 25.000 Scheidsrechter: Stanley Rous (ENG) |

|                                                |                    |         |                 |                                                                                    |
| 29 april 1934 «onderlinge duels» 17:00 (UTC+1) | Tsjecho-Slowakije  | 2–2     | Hongarije       | Letenskýstadion, Praag Toeschouwers: 30.000 Scheidsrechter: Francesco Mattea (ITA) |
| 29 april 1934 «onderlinge duels» 17:00 (UTC+1) | Sobotka 2' Puč 42' | Verslag | 30', 56' Sárosi | Letenskýstadion, Praag Toeschouwers: 30.000 Scheidsrechter: Francesco Mattea (ITA) |

|                                                    |                    |         |                   |                                                                                    |
| 23 september 1934 «onderlinge duels» 16:00 (UTC+1) | Oostenrijk         | 2–2     | Tsjecho-Slowakije | Praterstadion, Wenen Toeschouwers: 50.000 Scheidsrechter: Rinaldo Barlassina (ITA) |
| 23 september 1934 «onderlinge duels» 16:00 (UTC+1) | Binder 4' Vogl 31' | Verslag | 59', 86' Čech     | Praterstadion, Wenen Toeschouwers: 50.000 Scheidsrechter: Rinaldo Barlassina (ITA) |

|                                                 |                           |         |             |                                                                                                  |
| 7 oktober 1934 «onderlinge duels» 15:00 (UTC+1) | Hongarije                 | 3–1     | Oostenrijk  | Hungária Körúti Stadion, Boedapest Toeschouwers: 33.000 Scheidsrechter: Rinaldo Barlassina (ITA) |
| 7 oktober 1934 «onderlinge duels» 15:00 (UTC+1) | Sárosi 34', 47' Toldi 84' | Verslag | 17' Zischek | Hungária Körúti Stadion, Boedapest Toeschouwers: 33.000 Scheidsrechter: Rinaldo Barlassina (ITA) |

|                                                  |                   |         |                   |                                                                                          |
| 14 oktober 1934 «onderlinge duels» 15:00 (UTC+1) | Zwitserland       | 2–2     | Tsjecho-Slowakije | Stade des Charmilles, Geneve Toeschouwers: 15.000 Scheidsrechter: Walter Lewington (ENG) |
| 14 oktober 1934 «onderlinge duels» 15:00 (UTC+1) | Kielholz 14', 41' | Verslag | 45', 58' Nejedlý  | Stade des Charmilles, Geneve Toeschouwers: 15.000 Scheidsrechter: Walter Lewington (ENG) |

|                                                   |                                   |         |             |                                                                              |
| 11 november 1934 «onderlinge duels» 14:15 (UTC+1) | Oostenrijk                        | 3–0     | Zwitserland | Praterstadion, Wenen Toeschouwers: 33.000 Scheidsrechter: Gustav Krist (TCH) |
| 11 november 1934 «onderlinge duels» 14:15 (UTC+1) | Kaburek 3' Skoumal 6' Zischek 46' | Verslag |             | Praterstadion, Wenen Toeschouwers: 33.000 Scheidsrechter: Gustav Krist (TCH) |

|                                                   |                           |         |             |                                                                                |
| 11 november 1934 «onderlinge duels» 15:30 (UTC+1) | Tsjecho-Slowakije         | 3–1     | Zwitserland | Letenskýstadion, Praag Toeschouwers: 25.000 Scheidsrechter: Peco Bauwens (GER) |
| 11 november 1934 «onderlinge duels» 15:30 (UTC+1) | Horák 8' Nejedlý 37', 89' | Verslag | 48' Bösch   | Letenskýstadion, Praag Toeschouwers: 25.000 Scheidsrechter: Peco Bauwens (GER) |

|                                                |            |         |                |                                                                                  |
| 24 maart 1935 «onderlinge duels» 16:00 (UTC+1) | Oostenrijk | 0–2     | Italië         | Praterstadion, Wenen Toeschouwers: 60.000 Scheidsrechter: Walter Lewington (ENG) |
| 24 maart 1935 «onderlinge duels» 16:00 (UTC+1) |            | Verslag | 51', 81' Piola | Praterstadion, Wenen Toeschouwers: 60.000 Scheidsrechter: Walter Lewington (ENG) |

|                                                |                   |     |            |                                                                                      |
| 14 april 1935 «onderlinge duels» 16:00 (UTC+1) | Tsjecho-Slowakije | 0–0 | Oostenrijk | Letenskýstadion, Praag Toeschouwers: 30.000 Scheidsrechter: Rinaldo Barlassina (ITA) |
| 14 april 1935 «onderlinge duels» 16:00 (UTC+1) | Verslag           |     |            | Letenskýstadion, Praag Toeschouwers: 30.000 Scheidsrechter: Rinaldo Barlassina (ITA) |

|                                                |                                                  |         |                      |                                                                              |
| 14 april 1935 «onderlinge duels» 15:00 (UTC+1) | Zwitserland                                      | 6–2     | Hongarije            | Hardturm, Zürich Toeschouwers: 30.000 Scheidsrechter: Walter Lewington (ENG) |
| 14 april 1935 «onderlinge duels» 15:00 (UTC+1) | Jäck 8' Kielholz 21', 35', 57' Abegglen 40', 63' | Verslag | 59', 72' (pen.) Cseh | Hardturm, Zürich Toeschouwers: 30.000 Scheidsrechter: Walter Lewington (ENG) |

|                                                    |            |         |                   |                                                                                             |
| 22 september 1935 «onderlinge duels» 16:00 (UTC+1) | Hongarije  | 1–0     | Tsjecho-Slowakije | Hungária Körúti Stadion, Boedapest Toeschouwers: 22.000 Scheidsrechter: John Langenus (BEL) |
| 22 september 1935 «onderlinge duels» 16:00 (UTC+1) | Markos 60' | Verslag |                   | Hungária Körúti Stadion, Boedapest Toeschouwers: 22.000 Scheidsrechter: John Langenus (BEL) |

|                                                    |                                |         |                                    |                                                                                |
| 22 september 1935 «onderlinge duels» 16:00 (UTC+1) | Oostenrijk                     | 4–4     | Hongarije                          | Praterstadion, Wenen Toeschouwers: 40.000 Scheidsrechter: Karl Wunderlin (SUI) |
| 22 september 1935 «onderlinge duels» 16:00 (UTC+1) | Bican 7', 11', 58' Hofmann 66' | Verslag | 6' Toldi 8', 30' Vincze 21' Sárosi | Praterstadion, Wenen Toeschouwers: 40.000 Scheidsrechter: Karl Wunderlin (SUI) |

|                                                  |                   |         |           |                                                                                   |
| 27 oktober 1935 «onderlinge duels» 15:30 (UTC+1) | Tsjecho-Slowakije | 2–1     | Italië    | Sportovní Stadion, Praag Toeschouwers: 8.000 Scheidsrechter: Pedro Escartín (ESP) |
| 27 oktober 1935 «onderlinge duels» 15:30 (UTC+1) | Horák 52', 80'    | Verslag | 75' Pitto | Sportovní Stadion, Praag Toeschouwers: 8.000 Scheidsrechter: Pedro Escartín (ESP) |

|                                                   |                          |         |                 |                                                                               |
| 11 november 1935 «onderlinge duels» 14:30 (UTC+1) | Italië                   | 2–2     | Hongarije       | Arena Civica, Milaan Toeschouwers: 26.000 Scheidsrechter: Hans Wüthrich (SUI) |
| 11 november 1935 «onderlinge duels» 14:30 (UTC+1) | Colaussi 69' Ferrari 70' | Verslag | 43', 79' Sárosi | Arena Civica, Milaan Toeschouwers: 26.000 Scheidsrechter: Hans Wüthrich (SUI) |

## Topscorers
| Speler           | Land              | Doelpunten |
| ---------------- | ----------------- | ---------- |
| György Sárosi    | Hongarije         | 7          |
| Leopold Kielholz | Tsjecho-Slowakije | 7          |
| Josef Bican      | Oostenrijk        | 5          |
| Oldřich Nejedlý  | Tsjecho-Slowakije | 4          |